# Armstrong Siddeley Snarler
Der Armstrong Siddeley Snarler war ein kleines Raketentriebwerk, das der britische Hersteller Armstrong Siddeley für kombinierte Leistungsversuche zusammen mit einem frühen Strahltriebwerk baute. Es war das erste flugfähige, britische Raketentriebwerk für Flüssigtreibstoff. Anders als andere britische Raketentriebwerkskonstruktionen, die Wasserstoffperoxid als Oxidationsmittel verwendeten, verarbeitete das von Armstrong Siddeley Flüssigsauerstoff. Der Snarler hat ein Trockengewicht von 97,6 kg, einen maximalen Schub von 8,9 kN und einen spezifischen Treibstoffverbrauch von 2040 kg/kN x h. Die Konstruktion begann 1947 und die Flugerprobung des endgültigen Triebwerks wurde am 29. März 1950 durchgeführt.
Der Prototyp der Hawker P.1040 Sea Hawk mit der Registrierungsnummer VP 401 hatte ein Snarler-Raketentriebwerk mit 8,9 kN Schub hinten eingebaut. Das Strahltriebwerk Rolls-Royce Nene mit 23,14 kN Schub hatte einen gesplitteten Auslass, der die Abgase auf beiden Seiten des Flugzeugrumpfes entließ. Diese Kombination wurde Hawker P.1072 genannt. Dies ergab einen etwa um 50 % höheren Schub, wenn auch mit dem 20-fachen Treibstoffverbrauch. Das Flugzeug wurde erstmals am 20. November 1950 durch den Testpiloten Trevor “Wimpy” Wade erprobt. Ein halbes Dutzend Testflüge wurde durchgeführt, bevor eine kleinere Explosion das Flugzeug beschädigte. In der P.1072 wurde Methanol als Treibstoff eingesetzt, aber es konnte auch Kerosin für den Snarler verwendet werden. Man entschied schließlich, dass ein Nachbrenner eine bessere Art der Schuberhöhung für Strahltriebwerke als Raketen sei.
Ein bemerkenswertes Detail an der Maschine war, dass der Turboverdichter extern vom Getriebe des Strahltriebwerkes angetrieben wurde.

## Varianten
ASSn.1 SnarlerDer Prototyp und die Testmaschinen (Bezeichnung des Ministry of Supply: ASSn)